# Alexander Hays
Alexander Hays (født 8. juli 1819, død 5. maj 1864) var en general i Unionshæren under den amerikanske borgerkrig, som blev dræbt under slaget ved the Wilderness.

## Tidlige liv og karriere
Hays blev født i byen Franklin, Pennsylvania, søn af Samuel Hays, et medlem af Kongressen og general i Pennsylvanias milits. Han læste på Allegheny College og skiftede derefter til West Point i sit sidste år, og tog eksamen i 1844 som nr. 20 ud af 25 kadetter. Blandt hans klassekammerater var de fremtidige borgerkrigsgeneraler Alfred Pleasonton og Winfield S. Hancock. Han blev en nær personlig ven af Ulysses S. Grant, som var blevet færdig året før. Hays blev midlertidig sekondløjtnant i 8th U.S. Infantry. Han gjorde tjeneste i den Mexicansk-amerikanske krig og gjorde sig særlig bemærket i en træfning nær Atlixco. I april 1848 trak han sig tilbage fra hæren og vendte tilbage til Pennsylvania.
Han slog sig ned i Venango County, hvor han var beskæftiget med fabrikation af jern fra 1848–50 inden han for en kort periode tog til de californiske guldfelter for at søge rigdom. Da det ikke lykkedes vendte han hjem og blev en assisterende konstruktions ingeniør på jernbane indtil 1854. Fra 1854 til 1860 var Heys civilingeniør for byen Pittsburgh, hvor han hjalp til med at planlægge adskillige brobygningsprojekter.

## Borgerkrigen
Ved begyndelsen af den amerikanske borgerkrig vendte Hays tilbage til hæren som oberst for det 63. Pennsylvania Infantry, og havde også rang af kaptajn i 16th U.S. Infantry i den regulære hær med rang fra 14. maj 1861. Hans mænd fandt ud af at han var så modig som en løve. Under Peninsula kampagnen blev han sammen med sit regiment tilknyttet 1. brigade i Philip Kearny's division i Samuel P. Heintzelman's III korps. Han kæmpede i slaget ved Yorktown, Saget ved Williamsburg, Slaget ved Seven Pines, Slaget ved Savage's Station og Slaget ved Malvern Hill. Ved afslutningen af Syvdagesslaget blev han forfremmet til oberstløjtnant i den regulære hær for tapperhed i kamp, da han havde ledet et bajonetangreb med sit regiment ind i fjendens linjer for at dække sin brigades tilbagetrækning. Hays tog for en kort periode på sygeorlov en måned senere, da han led af delvis blindhed og lamhed i venstre arm, skader der var påført i kamp.
Hays genoptog kommandoen over 63rd Pennsylvania under Northern Virginia kampagnen i august og anførte igen et angreb i Andet slag ved Bull Run, hvor han fik et smertende sår som ødelagde hans ben. Mens han kom sig blev han udpeget til brigadegeneral i den frivillige hær den 29. september 1862.
Da han efter forflyttelsen af William H. French var den rangældste, blev Hays tildelt kommandoen over 3. Division i II Korps under Gettysburg kampagnen. Under selve slaget ved Gettysburg forsvarede Hays division centrum af Unionens linje på Cemetery Ridge under Picketts angreb. Efter at generalmajor Hancock blev såret i de første faser af angrebet overtog Hays midlertidigt komamndoen over korpset og førte det i afvisningen af det konfødererede angreb på det kritiske punkt i Unionens linja – kaldet "Hjørnet". Hans ildhu og flair for det dramatiske førte til en bemærkelsesværdig hændelse da tilfangetagne konfødererede blev samlet sammen: "Da røgen lettede kyssede Hays, som havde fået to heste skudt bort under sig, men selv var uskadt, sin aide i glæde over øjeblikket, greb en af rebellernes faner og red ned langs divisionens linje mens han trak det efter sig på jorden..."
 For sin indsats ved Gettysburg blev Hays udnævnt til midlertidig rang af oberst i den regulære hær. Han vendte senere tilbage til at lede sin division i Bristoe kampagnen, han var i ilden ved Auburn og i Mine Run kampagnen.
Da Army of the Potomac blev reorganiseret i begyndelsen af 1864 under hans ven Grant's anvisninger blev Hays sat til at kommandere 2. brigade af David B. Birney's 3. Division i II Korps. Under Overland kampagnen blev Hays dræbt i kamp nær krydset mellem Brock Road og Plank Road i the Wilderness, da han blev ramt i hovedet af en Minié-projektil. En af hans hjælpere berettede, at han blev skudt mens han løftede hovedet for at drikke af sin feltflaske, hvilket var årsagen til, at han blev ramt direkte i tindingen. Hans lig blev sendt tilbage bag linjerne og transporteret hjem.
Han blev begravet på Allegheny Cemetery i Pittsburgh. Under et besøg i Pittsburgh i kampagnen forud for præsidentvalget besøgte Ulysses S. Grant Hays grav, og grædt åbenlyst.
Post #3 af Grand Army of the Republic i Pittsburgh blev opkaldt efter General Alexander Hays, og det samme var Fort Hays i Kansas.

## Yderligere læsning
- Fleming, George T., General Alexander Hays at the Battle of Gettysburg. Pittsburgh: 1913.
- Fleming. George T., ed., Life and Letters of Alexander Hays. Pittsburgh: 1919.
- Mahood, Wayne, Alexander "Fighting Elleck" Hays : the life of a Civil War general, from West Point to the Wilderness. Jefferson, North Carolina: McFarland & Co., 2005. ISBN 0-7864-2213-0.